# يان بيري (مصور)
يان بيري (بالإنجليزية: Ian Berry)‏ (و. 1934  م) هو مصور، ومصور أخبار بريطاني، ولد في برستون.